# L'aquila solitaria
L'aquila solitaria (The Spirit of St. Louis) è un film del 1957 diretto da Billy Wilder.
È ispirato all'autobiografia scritta nel 1953 dall'aviatore Charles Lindbergh che ricevette per essa il premio Pulitzer nel 1954.

## Trama
Charles Lindbergh è un aviatore che lavora nel servizio postale. Vero pioniere e amante del volo, cerca in ogni modo di sfruttare la sua passione facendone un lavoro. Nel 1927 il mondo è in fermento: viene messo in palio un premio di 25.000 dollari al primo aviatore che attraverserà l'atlantico da New York a Parigi (o viceversa) senza scalo. Lindbergh inizia a studiare la spedizione e a cercare l'aereo più adatto, lottando contro il tempo e i tentativi di altri piloti. Finalmente riesce a trovare un gruppo di finanziatori a St. Louis e inizia i preparativi. Nonostante debba cambiare costruttore di aerei, poiché il primo contattato avrebbe voluto imporre un proprio pilota, riesce fare realizzare a tempo di record l'aereo e a partire di primo mattino. La traversata di circa 34 ore risulta lunga e terribile per gli attacchi di sonno che prendono il pilota e il ghiaccio che si forma sulle ali, ma, nonostante tutto, Charles riesce felicemente ad arrivare a Parigi.

## Produzione
Il film fu prodotto dalla Leland Hayward Productions (con il nome A Leland Hayward-Billy Wilder Production) e dalla Billy Wilder Productions (con il nome A Leland Hayward-Billy Wilder Production) per la Warner Bros. Pictures. 

## Distribuzione
Distribuito dalla Warner Bros., il film uscì nelle sale cinematografiche USA il 20 aprile 1957.

## Riconoscimenti
Nel 1957 il National Board of Review of Motion Pictures l'ha inserito nella lista dei migliori dieci film dell'anno.

## Curiosità
- James Stewart non ebbe bisogno di controfigura, in quanto esperto e pluridecorato aviatore militare
- Nella pellicola, per esigenze di produzione e di classificazione, non si fa mai cenno ai bisogni corporali
- Aaron Spelling, Gordon Mitchell e Robert Williams appaiono in ruoli non accreditati

- Le immagini del rientro trionfale negli USA sono quelle originali di repertorio.
- Stewart/Lindberg compie un gesto ecologista ante litteram: sta per gettare dal finestrino - sul suolo d'Irlanda - la carta del sandwich che ha appena mangiato, ma ci ripensa e la appallottola infilandola nel sacchetto contenente gli altri panini.